# Campionatul European de Scrimă din 2001
Campionatul European de Scrimă din 2001 s-a desfășurat în perioada 3-8 iunie la Koblenz în Germania.

## Rezultate

### Masculin
| Probă             | Aur                                                                        | Argint                                                                          | Bronz                                                                    |
| Spadă             | Vitali Zaharov (BLR)                                                       | Paolo Milanoli (ITA)                                                            | Pavel Kolobkov (RUS) · Kaido Kaaberma (EST)                              |
| Spadă pe echipe   | Ucraina Aleksandr Horbaciuk Dmîtro Kariucenko Maksîm Hvorost Dmîtro Ciumak | Germania Jörg Fiedler Michael Flegler Daniel Strigel Fabian Schmidt             | Franța Cédric Pillac Érik Boisse Frantz Philippe Benoît Janvier          |
| Floretă           | Simone Vanni (ITA)                                                         | Adam Krzesiński (POL)                                                           | Ralf Bißdorf (GER) · Attila Juhász (HUN)                                 |
| Floretă pe echipe | Germania Dominik Behr Ralf Bissdorf Lars Schache Christian Schlechtweg     | Belgia · Cédric Gohy · Pierre Halut · Marc Pichon · Jean-Baptiste Van Elshander | Polonia Wojciech Szuchnicki Adam Krzesiński Sławomir Mocek Tomasz Ciepły |
| Sabie             | Stanislav Pozdniakov (RUS)                                                 | Julien Pillet (FRA)                                                             | Mihai Covaliu (ROU) · Zsolt Nemcsik (HUN)                                |
| Sabie pe echipe   | Rusia Serghei Șarikov Aleksei Frosin Aleksei Diacenko Stanislav Pozdniakov | Franța Julien Pillet Fabrice Gazin Nicolas Lopez Boris Sanson                   | Ungaria Domonkos Ferjancsik Zsolt Nemcsik Kende Fodor Balázs Lengyel     |

### Feminin
| Probă             | Aur                                                                             | Argint                                                                | Bronz                                                                  |
| Spadă             | Ildikó Mincza-Nébald (HUN)                                                      | Tatiana Fahrutdinova (RUS)                                            | Hajnalka Király (HUN) · Heidi Rohi (EST)                               |
| Spadă pe echipe   | Ungaria Adrienn Hormay Hajnalka Kiraly Ildikó Mincza Hajnalka Toth              | Rusia Tatiana Fahrutdinova Anna Sivkova Maria Mazina Tatiana Logunova | Ucraina Ieva Vîbornova Anna Garina Olga Partala Natalia Konrad         |
| Floretă           | Valentina Vezzali (ITA)                                                         | Giovanna Trillini (ITA)                                               | Edina Knapek (HUN) · Sabine Bau (GER)                                  |
| Floretă pe echipe | Italia Valentina Vezzali Diana Bianchedi Giovanna Trillini Margherita Granbassi | Ungaria Edina Knapek Katalin Varga Aida Mohamed Gabriella Lantos      | România · Roxana Scarlat · Claudia Vanță · Reka Szabo · Cristina Stahl |
| Sabie             | Elena Neceaeva (RUS)                                                            | Sandra Benad (GER)                                                    | Orsolya Nagy (HUN) · Ilaria Bianco (ITA)                               |
| Sabie pe echipe   | Germania Sandra Benad Susanne König Stefanie Kubissa Sabine Thieltges           | Italia Ilaria Bianco Ramona Cataleta Gioia Marzocca Alessia Tognolli  | Polonia Katarzyna Kuzniak Aleksandra Socha Irena Więckowska            |

### Clasament pe medalii
| Loc   | Țară     | Aur | Argint | Bronz | Total |
| ----- | -------- | --- | ------ | ----- | ----- |
| 1     | Italia   | 3   | 3      | 1     | 7     |
| 2     | Rusia    | 3   | 2      | 1     | 6     |
| 3     | Germania | 2   | 2      | 2     | 6     |
| 4     | Ungaria  | 2   | 1      | 6     | 9     |
| 5     | Belarus  | 1   | 0      | 0     | 1     |
| 6     | Ucraina  | 1   | 0      | 1     | 2     |
| 7     | Franța   | 0   | 2      | 1     | 3     |
| 8     | Polonia  | 0   | 1      | 2     | 3     |
| 9     | Belgia   | 0   | 1      | 0     | 1     |
| 10    | Estonia  | 0   | 0      | 2     | 2     |
| 10    | România  | 0   | 0      | 2     | 2     |
| Total | Total    | 12  | 12     | 18    | 42    |